# Estació de Can Pou - Camp de Mar
Can Pou - Camp de Mar és una estació de ferrocarril fora de servei, propietat d'Adif, situada a la població de Premià de Mar a la comarca del Maresme. L'estació es troba a la línia Barcelona-Mataró-Maçanet, i hi circulen trens sense aturar-s'hi de la línia R1 de Rodalies de Catalunya operada per Renfe Operadora.
Aquest baixador va ser construït l'any 1964. Malgrat això mai no ha entrat en funcionament, tot i les reivindicacions dels veïns de Can Pou. Adif té planificat destinar-hi un pressupost estimat de 2 milions d'euros per obrir-lo, donant així cobertura a la zona de llevant de Premià i als veïns de Santa Anna de Premià de Dalt. Un dels arguments d'Adif i abans de Renfe, per no haver-lo obert anteriorment, és que les andanes del baixador de Can Pou estan a 700 metres de l'estació de Premià de Mar. L'Ajuntament de Premià, però argumentava que els accessos estan a un quilòmetre i mig entre ells i que la zona té punts d'afluència massiva com instituts i el Port de Premià, que s'ha d'ampliar amb una zona comercial i d'oci.
Tot i que el baixador és de la dècada del 1960, aquest tram de la línia de Mataró va entrar en servei el 28 d'octubre de 1848 quan es va obrir el ferrocarril de Barcelona a Mataró, la primera línia de ferrocarril de la península Ibèrica. La iniciativa de la construcció del ferrocarril havia estat de Miquel Biada i Bunyol per dur a terme les múltiples relacions comercials que s'establien entre Mataró i Barcelona.

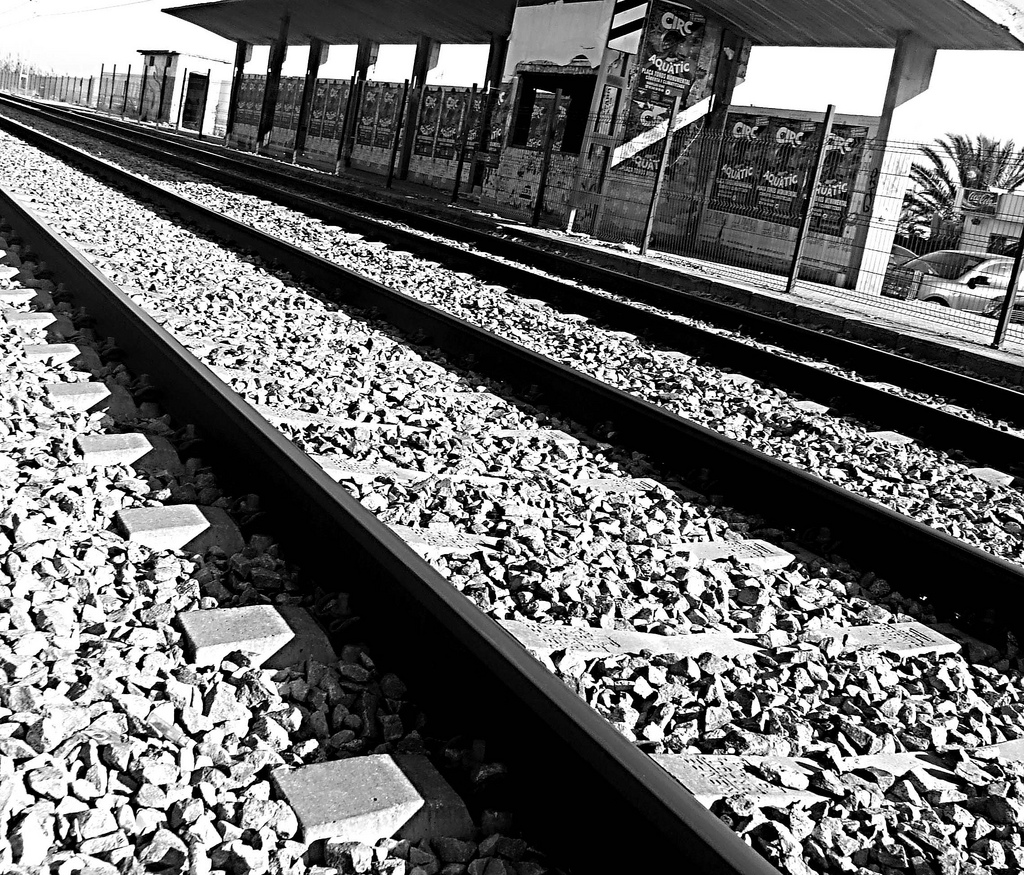
Vista de conjunt
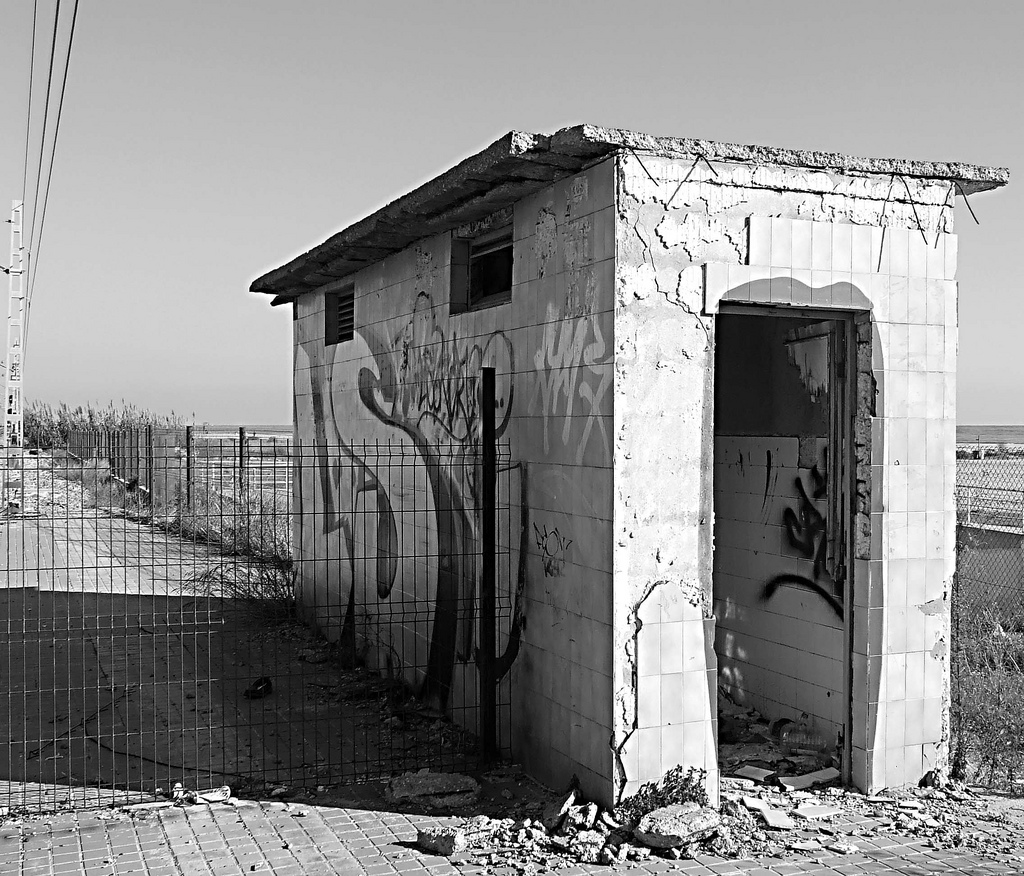